# Mîhailivți, Krasîliv
Mîhailivți (în ucraineană Михайлівці) este localitatea de reședință a comunei Mîhailivți din raionul Krasîliv, regiunea Hmelnîțkîi, Ucraina.

## Demografie
Componența lingvistică a localității Mîhailivți
     Ucraineană (99,64%)
     Alte limbi (0,36%)
Conform recensământului din 2001, majoritatea populației localității Mîhailivți era vorbitoare de ucraineană (99,64%), existând în minoritate și vorbitori de alte limbi.